# Зенитизам
Зенитизам је авангардни покрет двадесетих година двадесетог века чији је настанак и развој везан за часопис Зенит. Манифест зенитизма написали су Љубомир Мицић, Иван Гол и Бошко Токин. Покренут је у име хуманизма и у антиратном духу. „На идејном плану зенитизам је био у знаку оштре критике европског цивилизацијског комплекса, којем је у духу иновативних тенденција понудио панбалканску културну концепцију, израђену на принципима неопримитивизма."

## Историјски аспект настанка покрета
У времену после Првог светског рата у Европи је настао читав низ авангардних покрета, управо као реакција на ужас и кланицу које су биле део општег искуства. Уметници су, гурнути овом катаклизмом, довели у питање саме основе западне цивилизације, вођене застарелим и бахатим структурама моћи европских империјалистичких сила, којима је царевала војска чиновника и генерала, са читавом пратећом културом. Многи уметнички покрети који су изникли из имагинације уметника који су првобитно третирани већином као бунтовни маргиналци (експресионизам, футуризам, кубизам, дадаизам, надреализам и други) управо су проистекли из побуне против духа осредњости који је завладао тадашњом Европом. У тој атмосфери је изникао и можда једини такав југословенски покрет који је имао значајног одјека на светској сцени – зенитизам, иза којег је стајао Љубомир Мицић. Мицић је антитежу западњачкој утилитарности пронашао у искрености, виталности простодушног Балканца, имајући пре свега на уму све што је српски народ пребродио током Првог светског рата. Отуда и прича о "барбарогенију", која је заправо била не тако далеко од других европских авангардних тражења, која су инспирацију проналазила у "примитивном" и "аутоматском", односно свему што је измицало здраворазумском диктату.

## Зенит
Зенит је часопис који је излазио од 1921. до 1926. године у Загребу и Београду као међународна ревија за уметност и културу. Покретач и његов уредник био је Љубомир Мицић. Укупно су објављена 43 броја. На почетку рада, са овим часописом сарађивали су Милош Црњански, Душан Матић, Станислав Винавер и други. Прилоге су објављивали и међународни сарадници Александар Блок, Јарослав Сајферт, Василиј Кандински, Анри Барбис...
Зенит се од 1924. објављује у Београду, а 1926. године је забрањен због текста „Зенитизам кроз призму марксизма“.